# アルベリコ・ダ・バルビアーノ (軽巡洋艦)
アルベリコ・ダ・バルビアーノ（Alberico da Barbiano）は、15世紀の騎士で傭兵隊長のアルベリコ・ダ・バルビアーノにちなんで名付けられたイタリア王立海軍のアルベルト・ディ・ジュッサーノ級軽巡洋艦。

## 艦歴
1930年代初頭に就役すると、スペイン内戦の間は地中海西部で任務についていた。
1940年6月10日に第1戦隊とともに第4巡洋艦隊の一部となり、7月にカラブリア沖海戦に参加し、偵察のためにIMAM Ro.43水上偵察機をカタパルトから発射した。
北アフリカへの兵員輸送及び物資輸送船団の遠隔護衛任務を担当し、7回の戦闘任務に従事して13,241カイリを航海した。
1941年12月12日、同型艦アルベルト・ディ・ジュッサーノとともにパレルモからトリポリに緊急の航空燃料輸送を行うために出航した。ボン岬沖海戦でイギリス海軍の第4駆逐艦隊の4隻の駆逐艦（イギリスのシーク、リージョン、マオリおよびオランダのイサーク・スウェールズ）に要撃された。対応する時間がとれないうちに（数丁の機関銃だけが発砲できた）シーク、リージョンおよびマオリが発射した少なくとも3発の魚雷が命中し、多数の砲撃も受けてただちに火災が発生し、下層甲板からの脱出経路が閉ざされた。
制御を失ってダ・バルビアーノは漂流し、複数の爆発によって艦体が振動し、攻撃を受け始めてから10分足らずの12月13日3:35に沈没した。784名の乗員のうち、第4戦隊指揮官のアントニーノ・トスカーノ提督および艦長のジョルジョ・ロドカナッチ大佐を含む534名が死亡した。艦と運命をともにすることを選択した両名をたたえて武功金メダルが授与された。両名に加えて機関士官のフランコ・ストレッリ大尉にも金メダルが授与された。

### 大戦中の指揮官
- マリオ・アッツィ大佐（1940年5月6日-1941年5月1日）

- ジョルジョ・ロドカナッチ大佐 (+)（1941年5月2日-12月13日）

## 残骸
ダ・バルビアーノの残骸はクレッシーが資金提供した「アルタイル」遠征隊によって2007年にボン岬半島のおよそ1カイリ沖の水深60から70メートルの海底で発見された。

## 書誌情報
- Giorgio Giorgerini, La guerra italiana sul mare.

La marina fra vittoria e sconfitta 1940-1943.